# Michel Blanc
Michel Blanc, född 16 april 1952 i Courbevoie, Hauts-de-Seine, död 3 oktober 2024 i Paris, var en fransk filmregissör, manusförfattare och skådespelare. Blanc har främst medverkat i komedier där han gestaltat förlorartyper och hypokondriker, men har också spelat dramatiska roller så som i filmen Den fula gubben 1989.
Blanc har tilldelats pris vid Filmfestivalen i Cannes där han vann för "bästa manliga skådespelare" 1986, och "bästa manus" 1994.

## Filmografi, urval
- 1976 – Hyresgästen
- 1978 – Les bronzés
- 1979 – Les bronzés font du ski
- 1980 – Stolthetens axlar
- 1983 – Papy fait de la résistance
- 1984 – Marche a l'ombre
- 1989 – Den fula gubben
- 1991 – Prosperos böcker
- 2011 – Ministern
- 2014 – 100 steg från Bombay till Paris